# 퍼트리샤 히턴
퍼트리샤 히턴(Patricia Heaton, 1958년 3월 4일 ~ )은 미국의 배우, 제작자, 희극인이다. 프라임타임 에미상, 데이타임 에미상, 미국 배우 조합상 등 여러 유수한 상들을 받았다. 2012년 텔레비전 분야로 할리우드 명예의 거리에 입성하였다.

## 출연 작품

### 영화
- 투명 인간의 사랑 (1992)
- 베토벤 (1992)
- 더 리추얼 (2025) - 원장수녀 역

### 텔레비전
- 파티 오브 파이브 (1996)
- 내 사랑 레이몬드 (1996-2005)
- 킹 오브 퀸즈 (1999)
- 헤크 패밀리 (2009-18)